# خوشه‌های خشم (فیلم)
خوشه‌های خشم (به انگلیسی: The Grapes of Wrath) یک فیلم درام آمریکایی به کارگردانی جان فورد محصول سال ۱۹۴۰ که بر اساس رمانی به همین نام، نوشتهٔ جان اِستاینبِک (در منابع فارسی بیشتر جان اشتاین بک شناخته می‌شود) ساخته شده است. این فیلم برنده اسکار بهترین کارگردانی شده است.
فیلمنامه این فیلم را نانالی جانسون نوشته که در مجموعه‌ای با عنوان «بهترین فیلمنامه‌های قرن بیستم» با ویرایش جان گاسنر و دادلی نیکولز در ۱۹۴۳ منتشر شده است. این فیلم به طور گسترده به عنوان یکی از برترین فیلم‌های آمریکا در تمام دوران‌ها محسوب می‌شودبه طوری که  در سال ۱۹۸۹، این فیلم جزء اولین سری از ۲۵ فیلمی بود که توسط کتابخانه کنگره در فهرست ملی ثبت فیلم ایالات متحده آمریکا که از جنبه  فرهنگی، تاریخی و زیبایی شناسی مهم تلقی می شود به ثبت رسید .

## خلاصه داستان
«تامی» هنری فوندا پس از گرفتن عفو مشروط، از زندان آزاد شده و نزد  خانواده‌اش برمی‌گردد. او متوجه می‌شود که اهالی آن منطقه(اکلاهما) مجبور به ترک زمین و خانه‌هایشان شده‌اند و خانواده‌ی خودش نیز، آماده‌ی سفر به کالیفرنیا برای کار و ادامه زندگی است و ...

## نقش‌ها، بازیگران و صداپیشگان فارسی
| نقش                  | بازیگر        | صداپیشه فارسی      |
| -------------------- | ------------- | ------------------ |
| تام جاد              | هنری فوندا    | ناصر طهماسب        |
| مادر تام             | جین دارول     | بدری نورالهی       |
| پدر تام              | راسل سیمسون   | اصغر افضلی         |
| روزا                 | دوریس بودون   | مینو غزنوی         |
| ال                   | اُ. زِد. وایتهد | ظفر گرایی          |
| پسر عمو              | فرانک سالی    | شهروز ملک آرایی    |
| توماس و چند نقش دیگر | راجر ایمهف    | پرویز نارنجی ها    |
| میولی                | جان کوالن     | پرویز ربیعی        |
| افسر پلیس            | وارد باند     | حسین معمار زاده    |
| مادر بزرگ            | زِفی تیلبری    | زهرا آقا رضا       |
| جیم کیسی             | جان کارادین   | امیر هوشنگ قطعه ای |
| پسر میولی            | هالیس جیول    | محمد عبادی         |
| روتی                 | شرلی میلز     | نادره سالارپور     |
| وینفیلد              | داریل هیکمن   | ناهید امیریان      |

## جوایز
سیزدهمین دوره جوایز اسکار
برنده جایزه اسکار بهترین کارگردانی ، جان فورد
برنده جایزه اسکار بهترین بازیگر نقش مکمل زن ، جین دارول
نامزد جایزه اسکار بهترین بازیگر نقش اول مرد ، هنری فوندا
نامزد جایزه اسکار بهترین فیلم
نامزد جایزه اسکار بهترین فیلم‌نامه غیراقتباسی ، نانالی جانسون
نامزد جایزه اسکار بهترین صداگذاری ، ادموند اچ هانسن
نامزد جایزه اسکار بهترین تدوین ، رابرت ال. سیمپسون 
برنده جایزه بهترین فیلم حلقه منتقدان فیلم نیویورک ۱۹۴۰
برنده جایزه بهترین فیلم خارجی جایزه روبان آبی ۱۹۶۳

## بازخوردها
- در وب‌سایت جمع‌آوری نقد راتن تومیتوز براساس نظرات۵۱ منتقد میانگین امتیاز ۹ از ۱۰ است.
- در متاکریتیک که از میانگین وزنی استفاده می‌کند، بر اساس رای ۱۶ منتقد، امتیاز ۹۶ از ۱۰۰ را به فیلم اختصاص داده است که نشان دهنده «تحسین جهانی» است.[۵]